# Thalestris filifera
Thalestris filifera is een eenoogkreeftjessoort uit de familie van de Thalestridae. De wetenschappelijke naam van de soort is voor het eerst geldig gepubliceerd in 1877 door Kritchagin.